# Lucía Martín González
Lucía Martín González (Lugo, 15 de gener de 1979) és una enginyera i política catalana, regidora a l'Ajuntament de Barcelona i diputada al Congrés dels Diputats en la XI legislatura.
Llicenciada en enginyeria química, té estudis de doctorat en Ciències Ambientals. Ha treballat en la inspecció de plantes de tractament de residus i estudiant processos biològics per eliminar contaminants del medi ambient. Establida a Terrassa, va participar en activitats reivindicatives a l'Ateneu Candela.
En 2009 va formar part del grup impulsor de la Plataforma d'Afectats per la Hipoteca, on va contactar amb Ada Colau, formant part del seu equip a Barcelona en Comú a les eleccions municipals espanyoles de 2015. A les eleccions generals espanyoles de 2015 i 2016 fou escollida diputada per Barcelona en la coalició En Comú Podem.
Des de les eleccions municipals de 2019 és regidora a l'Ajuntament de Barcelona per Barcelona En Comú, i és la regidora de districte del barri de Sant Andreu.